# Saját márkás termék
A saját márkás termék fogalma alatt a marketingben olyan terméket értenek, amelyen a kiskereskedő saját védjegyét (a marketing szóhasználata szerint „márkáját”) tüntetik fel.

## A saját márka típusai
- A kereskedő cégnevére utaló márkával ellátott, mások által előállított termék;
- A kereskedő tulajdonában álló, a cégnévre közvetlenül nem utaló márkával ellátott termék;
- Ugyancsak saját márkás termék a kereskedő cég által előállított, saját márkát feltüntető termék is (pl. pékáru, cukrászsütemény).

## A saját márka építése
- A kereskedő gondosan megtervezi, hogy saját márkája melyik piaci szegmensben, milyen árfekvésben, milyen minőségi követelmények mellett lehet hatékony.
- A tapasztalat szerint az olcsóbb, mégis jó minőségű termékek ígérete a saját márka arculatának legfontosabb eleme.
- Magas árfekvésű termékek esetében a saját márka nem jellemző, viszont tartós fogyasztási cikkeken (pl. porszívó) is egyre gyakrabban alkalmaznak saját márkát.

## A kereskedő és a beszállító kapcsolata
A megrendelő szokás szerint szerződésben kötelezi a beszállítót a termék megállapított kialakítású és feliratozású csomagolásban való előállítására, illetve a részére való szállítására. Ez egyben azt is jelenti, hogy a beszállító nem tüntetheti fel saját emblémáját, szóvédjegyét, stb. a csomagoláson, csupán saját cégnevét, de azt is meghatározott módon, olyan kicsi betűmérettel, hogy a vásárló által csak célzott figyelemmel legyen olvasható. Ennek következtében a vásárló a terméket a kereskedő termékének véli és a tényleges előállítóról nem is tud vagy az közömbös számára. A beszállító is érdekelt a forgalom fenntartásában, növelésében, ugyanakkor piaci szereplőként szinte észrevétlen marad – ha a kereskedő saját márkás termékét más gyártótól rendeli meg, e váltást a vásárlók észre sem veszik.

## A saját márkás termék versenyképessége
Mindaddig, amíg a kereskedő „saját márkája” iránt nagy a vásárlók bizalma (akár minőségük, akár olcsóságuk stb. miatt), addig a saját márkás termék versenyképessége a piacvezető márkákkal szemben javul. Nagy előnye az „egyedi” kialakítású márkákkal szemben, hogy a fogyasztó már ismeri a saját márkákat, tehát az új saját márkás termék fajlagos reklámköltsége kisebb. Előfordul, hogy a piacvezetők termékeinek csomagolását – a saját védjegy feltüntetése mellett is – az áru csomagolásának formája, arányai, színei stb. utánozza, vagy legalábbis valamilyen mértékben utalnak a jó hírű védjegyekre. (Az angol szaknyelv az ilyen utánzatokat „lookalike” néven emlegeti; ez számos peres eljárás témája volt nyugat-európai országokban.)

## Lásd még
- Védjegy
- márkanév levédése
- márka (marketing)